# Lepidodactylus euaensis
Lepidodactylus euaensis es una especie de gecos de la familia Gekkonidae.

## Distribución geográfica
Es endémica de las islas 'Eua, en Tonga.